# Cidades gêmeas
Cidades gêmeas correspondem a adensamentos populacionais cortados pela linha de fronteira (terrestre ou fluvial, articulada ou não por obra de infraestrutura). Essas cidades contam com grande potencial de integração econômica e cultural. Há intensa circulação de pessoas, mercadorias e capitais, mas também existem problemas ligados ao comércio ilegal de mercadoria entre dois países, contrabando ou tráfico de drogas.
Um exemplo famoso desse tipo de aglomeração é a cidade de Budapeste na Hungria, que começou como duas vilas (Buda e Peste) se enfrentando uma a outra através do Rio Danúbio. Mas há cidades gêmeas que vêm resistindo a unificação de seus territórios e por isso mantêm identidades próprias, econômicas e demográficas.

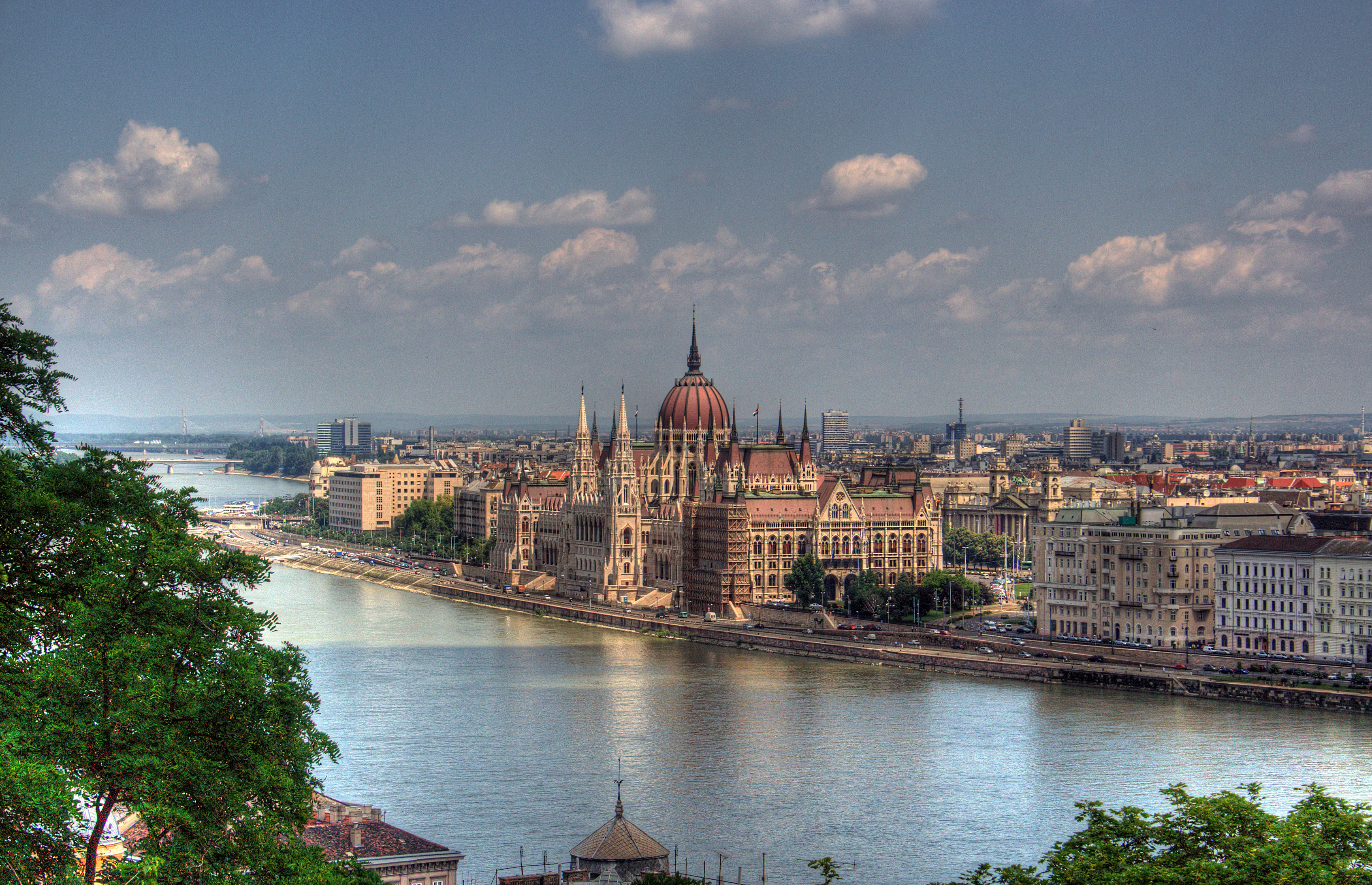
Budapeste, Hungria, exemplo da unificação de duas cidades, Buda e Pest

Cidades gêmeas dividem consigo aeroportos, caso de Dallas/Fort Worth e Minneapolis-St.Paul.
Em alguns casos, como as cidades de Albury/Wodonga, elas são pemanentemente divididas entre 2 estados, sendo que uma adere estritamente a um ponte de referência geográfico (caso o rio Murray que divide os estados de Nova Gales do Sul e Victoria, e portanto, Albury e Wodonga.

## Exemplos

### Ásia
- Amedabade e Gandinagar no estado de Guzerate na Índia onde estão em largo processo de união.
- Surrate e Navsari no estado de Guzerate na Índia onde o processo de união será completado por volta de 2015
- Udhana e Sachin em Guzerate, são uma das primeiras cidades gêmeas da Índia
- Islamabade e Raualpindi, no Paquistão
- Daca e Gazipur,em Bangladexe
- Bombaim, Nova Bombaim e Tana, Índia
- Seul e Incheon, Coreia do Sul

### Europa
- Chatham e Rochester, Inglaterra
- Manchester e Salford, Inglaterra
- Ulm e Neu-Ulm, Alemanha
- Porto e Vila Nova de Gaia, Portugal
- Santa Cruz de Tenerife e San Cristóbal de La Laguna, Espanha

### América do Norte
- Mineápolis e Saint Paul, EUA
- San Bernardino e Riverside, Califórnia, EUA
- Duluth, Minnesota e Superior, Wisconsin, EUA, chamadas também de Portos Unidos
- Kansas City, Kansas e Kansas City,Missouri, EUA
- Utica, Nova Iorque e Roma, Nova Iorque, EUA
- Texarkana, Texas e Texarkana, Arkansas, EUA
- San Diego, Califórnia e Tijuana, Baja California, EUA, México

### América do Sul

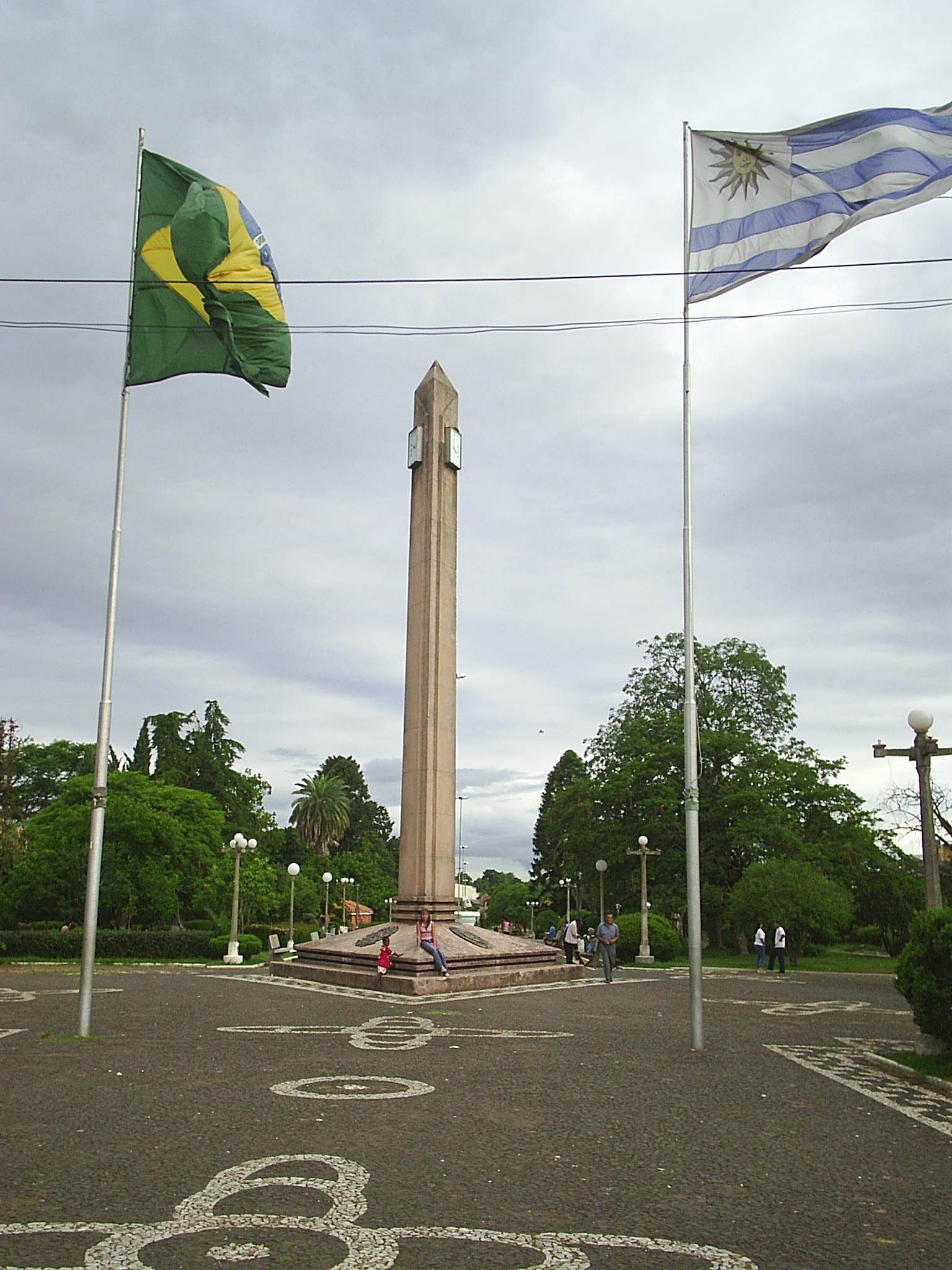
Santana do Livramento-Brasil e Rivera-Uruguai

- Letícia, Colômbia e Tabatinga, Brasil
- Rivera, Uruguai e Santana do Livramento, Brasil
- Chuy, Uruguai e Chuí, Brasil
- Aceguá, Uruguai e Aceguá, Brasil
- Bella Unión, Uruguai e Barra do Quaraí, Brasil
- La Cruz, Argentina e Itaqui, Brasil
- Río Branco, Uruguai e Jaguarão, Brasil
- Alba Posse, Argentina e Porto Mauá, Brasil
- San Javier, Argentina e Porto Xavier, Brasil
- Artigas, Uruguai e Quaraí, Brasil
- Santo Tomé, Argentina e São Borja, Brasil
- Paso de los Libres, Argentina e Uruguaiana, Brasil
- Ciudad del Este, Paraguai e Foz do Iguaçu, Brasil
- Pedro Juan Caballero, Paraguai e Ponta Porã, Brasil
- Aparecida e Guaratinguetá, Brasil
- Florianópolis e São José, Brasil
- Cuiabá e  Várzea Grande, Brasil
- Torres e Passo de Torres, Brasil
- La Serena e Coquimbo, Chile
- União da Vitória e Porto União, Brasil
- Ceres e Rialma, Brasil
- Itumbiara e Araporã, Brasil
- Mafra e Rio Negro, Brasil
- Rio Branco do Sul e Itaperuçu, Brasil
- Guayaramerín, Bolívia e Guajará-Mirim, Brasil[1]
- Teresina e Timon, Brasil

### Austrália
- Albury e Wodonga
- Coolangatta e Tweed Heads

### África
.

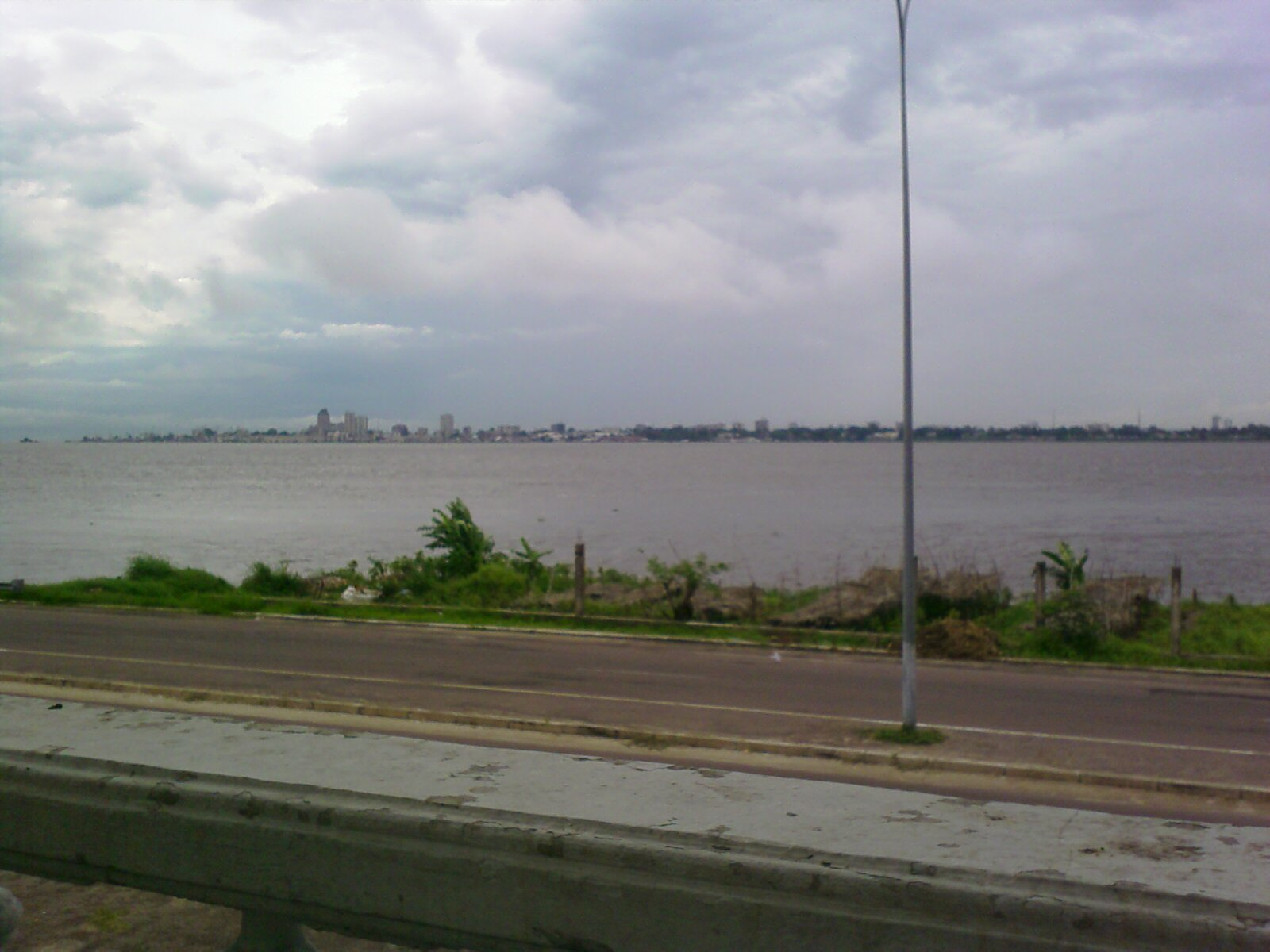
Visão de Quinxassa através de Brazavile, as 2 cidades são separadas pelo rio Congo

- Quinxassa, capital da República Democrática do Congo e Brazavile, capital da República do Congo.
- Cairo e Gizé, Egito
- Harar e Dire Daua, Etiópia

## Tri-Cidades

### Estados Unidos
- As cidades triplas, consistindo em Binghamton, Endicott e Johnson City, Nova York
- Em Pensilvânia: Allentown, Bethlehem e Easton
- Em Alabama: Huntsville, Decatur e Athens

### Canadá
- Ingersoll, Tillsonburg e Woodstock, Ontário.
- Kitchener, Waterloo e Cambridge, Ontário.

### México
- Torreón, Coahuila, Gomez Palacio e Lerdo, Durango.

### Ásia
- Warangal  na Índia, Andhra Pradesh consiste nas cidades de Warangal, Hanamakonda, e Kazipet.
- A segunda tri-cidade do norte da Índia consiste nas cidades de Chandigarh, Panchkula  e SAS Nagar (Mohali).

### América do Sul
- Perto das Cataratas do Iguaçu: Foz do Iguaçu, Brasil, Ciudad del Este, Paraguai, e Puerto Iguazú, Argentina.
- Barracão, no Paraná, Dionísio Cerqueira, em Santa Catarina, ambas no Brasil, e Bernardo de Irigoyen, na Argentina.

### Europa
- A Tri-cidade da Polônia consiste em Gdańsk, Gdynia e Sopot

## Poli-Cidades (4 pra cima)
- Poli-Cidades de Davenport e Bettendorf, Iowa, e Rock Island e Moline, Illinois.Também pode incluir um quinto membro, East Moline, Illinois.
- A Poli-Cidade de Minnesota consiste nas cidades de Virginia, Eveleth, Gilbert, e Mountain Iron.